# Championnat d'Europe masculin de volley-ball 1997
Navigation
Grèce 1995 Autriche 1999
Le 20e championnat d'Europe masculin de volley-ball s'est déroulé du 6 au 14 septembre 1997 à Eindhoven (Pays-Bas).

## Équipes présentes
| Pays                                                                        | Qualification            | Apparitions précédentes dans la compétition | Apparitions précédentes dans la compétition                                                                | Meilleur résultat  |
| --------------------------------------------------------------------------- | ------------------------ | ------------------------------------------- | --- | ------------------ |
| Pays-Bas                                                                    | Pays-hôte                | 15                                          | 1948, 1951, 1958, 1963, 1967, 1971, 1975, 1977, 1983, 1985, 1987, 1989, 1991, 1993, 1995                   | 2e en 1993 et 1995 |
| Italie                                                                      | tenant du titre          | 18                                          | 1948, 1951, 1955, 1958, 1963, 1967, 1971, 1975, 1977, 1979, 1981, 1983, 1985, 1987, 1989, 1991, 1993, 1995 | Champion (3 fois)  |
| RF de Yougoslavie                                                           | 3e en 1995               | 15                                          | 1951, 1955, 1958, 1963, 1967, 1971, 1975, 1977, 1979, 1981, 1985, 1987, 1989, 1991, 1995                   | 3e (3 fois)        |
| Bulgarie                                                                    | 4e en 1995               | 18                                          | 1950, 1951, 1955, 1958, 1963, 1967, 1971, 1975, 1977, 1979, 1981, 1983, 1985, 1987, 1989, 1991, 1993, 1995 | 2e en 1951         |
| Russie                                                                      | 5e en 1995               | 18                                          | 1950, 1951, 1955, 1958, 1963, 1967, 1971, 1975, 1977, 1979, 1981, 1983, 1985, 1987, 1989, 1991, 1993, 1995 | Champion (12 fois) |
| Slovaquie                                                                   | 1er du groupe A          | 0                                           | Première participation                                                                                     | -                  |
| Grèce                                                                       | 1er du groupe B          | 09                                          | 1967, 1971, 1979, 1983, 1985, 1987, 1989, 1991, 1995                                                       | 3e en 1987         |
| France                                                                      | 1er du groupe C          | 17                                          | 1948, 1951, 1955, 1958, 1963, 1967, 1971, 1975, 1977, 1979, 1981, 1983, 1985, 1987, 1989, 1991, 1993       | 2e en 1948 et 1987 |
| Ukraine                                                                     | 1er du groupe D          | 02                                          | 1993, 1995                                                                                                 | 6e en 1993         |
| Tchéquie                                                                    | 1er du groupe E          | 17                                          | 1948, 1950, 1955, 1958, 1963, 1967, 1971, 1975, 1977, 1979, 1981, 1983, 1985, 1987, 1991, 1993, 1995       | Champion (3 fois)  |
| Finlande                                                                    | 1er du tour de promotion | 09                                          | 1955, 1958, 1963, 1967, 1971, 1977, 1981, 1983, 1993                                                       | 7e en 1983         |
| Allemagne                                                                   | 2e du tour de promotion  | 10                                          | 1958, 1963, 1967, 1971, 1977, 1981, 1989, 1991, 1993, 1995                                                 | 4e en 1991 et 1993 |
| ► Légende : en gras, le champion de l'année, en italique l'hôte de l'année. |                          |                                             | |                    |

## Premier tour

### Composition des poules
| Poule A                                                                      | Poule B                                                                 |
| ---------------------------------------------------------------------------- | ----------------------------------------------------------------------- |
| Site : Bois-le-Duc Allemagne Grèce Italie RF de Yougoslavie Russie Slovaquie | Site : Eindhoven Bulgarie Finlande France Pays-Bas Rép. tchèque Ukraine |

### Poule A -Bois-le-Duc

#### Classement
| # | Équipe            | Pts | J | G | P | Sp | Sc | Ratio | Pp  | Pc  | Ratio |
| - | ----------------- | --- | - | - | - | -- | -- | ----- | --- | --- | ----- |
| 1 | RF de Yougoslavie | 9   | 5 | 4 | 1 | 12 | 4  | 3     | 233 | 154 | 1.513 |
| 2 | Italie            | 9   | 5 | 4 | 1 | 12 | 4  | 3     | 220 | 161 | 1.366 |
| 3 | Slovaquie         | 8   | 5 | 3 | 2 | 10 | 10 | 1     | 230 | 263 | 0.875 |
| 4 | Russie            | 7   | 5 | 2 | 3 | 10 | 9  | 1.111 | 248 | 227 | 1.093 |
| 5 | Allemagne         | 7   | 5 | 2 | 3 | 7  | 12 | 0.583 | 208 | 259 | 0.803 |
| 6 | Grèce             | 5   | 5 | 0 | 5 | 3  | 15 | 0.2   | 176 | 251 | 0.701 |

### Poule B -Eindhoven

#### Classement
| # | Équipe       | Pts | J | G | P | Sp | Sc | Ratio | Pp  | Pc  | Ratio |
| - | ------------ | --- | - | - | - | -- | -- | ----- | --- | --- | ----- |
| 1 | Pays-Bas     | 10  | 5 | 5 | 0 | 15 | 0  | MAX   | 226 | 92  | 2.457 |
| 2 | France       | 8   | 5 | 3 | 2 | 10 | 8  | 1.25  | 221 | 219 | 1.009 |
| 3 | Ukraine      | 8   | 5 | 3 | 2 | 11 | 10 | 1.1   | 260 | 248 | 1.048 |
| 4 | Rép. tchèque | 7   | 5 | 2 | 3 | 10 | 12 | 0.833 | 260 | 276 | 0.942 |
| 5 | Bulgarie     | 7   | 5 | 2 | 3 | 8  | 12 | 0.667 | 220 | 263 | 0.837 |
| 6 | Finlande     | 5   | 5 | 0 | 5 | 3  | 15 | 0.2   | 167 | 256 | 0.652 |

## Phase finale

### Places 1 à 4 -Eindhoven
|  | Demi-finales      | Demi-finales      |                        |   | Finale       | Finale       |
|  | Demi-finales      | Demi-finales      |                        |   | Finale       | Finale       |
|  |                   |                   |                        |   |              |              |
|  | 13 septembre      | 13 septembre      |                        |   | 14 septembre | 14 septembre |
|  | 13 septembre      | 13 septembre      |                        |   | 14 septembre | 14 septembre |
|  | Pays-Bas          | 3                 |                        |   | 14 septembre | 14 septembre |
|  | Pays-Bas          | 3                 |                        |   | 14 septembre | 14 septembre |
|  | Italie            | 0                 |                        |   | 14 septembre | 14 septembre |
|  | Italie            | 0                 | Pays-Bas               | 3 |              |              |
|  | 13 septembre      |                   | Pays-Bas               | 3 |              |              |
|  |                   | RF de Yougoslavie | 1                      |   |              |              |
|  | RF de Yougoslavie | RF de Yougoslavie | 1                      | 3 |              |              |
|  | RF de Yougoslavie |                   |                        | 3 |              |              |
|  | France            | 0                 |                        |   |              |              |
|  | France            | 0                 | Match pour la 3e place |   |              |              |
|  |                   |                   |                        |   |              |              |
|  | 14 septembre      |                   |                        |   |              |              |
|  |                   |                   |                        |   |              |              |
|  | Italie            | 3                 |                        |   |              |              |
|  | Italie            | 3                 |                        |   |              |              |
|  | France            | 1                 |                        |   |              |              |
|  | France            | 1                 |                        |   |              |              |

### Places 5 à 8 -Eindhoven
|  | Tour de classement | Tour de classement |              |   | 5e place     | 5e place     |
|  | Tour de classement | Tour de classement |              |   | 5e place     | 5e place     |
|  |                    |                    |              |   |              |              |
|  | 13 septembre       | 13 septembre       |              |   | 14 septembre | 14 septembre |
|  | 13 septembre       | 13 septembre       |              |   | 14 septembre | 14 septembre |
|  | Slovaquie          | 0                  |              |   | 14 septembre | 14 septembre |
|  | Slovaquie          | 0                  |              |   | 14 septembre | 14 septembre |
|  | Rép. tchèque       | 3                  |              |   | 14 septembre | 14 septembre |
|  | Rép. tchèque       | 3                  | Rép. tchèque | 0 |              |              |
|  | 13 septembre       |                    | Rép. tchèque | 0 |              |              |
|  |                    | Russie             | 3            |   |              |              |
|  | Ukraine            | Russie             | 3            | 0 |              |              |
|  | Ukraine            |                    |              | 0 |              |              |
|  | Russie             | 3                  |              |   |              |              |
|  | Russie             | 3                  | 7e place     |   |              |              |
|  |                    |                    |              |   |              |              |
|  | 14 septembre       |                    |              |   |              |              |
|  |                    |                    |              |   |              |              |
|  | Slovaquie          | 0                  |              |   |              |              |
|  | Slovaquie          | 0                  |              |   |              |              |
|  | Ukraine            | 3                  |              |   |              |              |
|  | Ukraine            | 3                  |              |   |              |              |

## Palmarès
| Place                      | Pays              |
| -------------------------- | ----------------- |
| Médaille d'or, Europe      | Pays-Bas          |
| Médaille d'argent, Europe  | RF de Yougoslavie |
| Médaille de bronze, Europe | Italie            |
| 4e                         | France            |
| 5e                         | Russie            |
| 6e                         | Tchéquie          |
| 7e                         | Ukraine           |
| 8e                         | Slovaquie         |
| 9e                         | Bulgarie          |
| -                          | Allemagne         |
| 11e                        | Finlande          |
| -                          | Grèce             |